# Pentathlon moderne aux Jeux olympiques d'été de 2012
Navigation
Pékin 2008 Rio de Janeiro 2016
Les épreuves de pentathlon moderne des Jeux olympiques d'été de 2012 ont lieu les 11 et 12 août 2012 à Londres (Royaume-Uni).
Les épreuves d'escrime se déroulent au Copper Box, l'Aquatics Centre dans le Parc olympique accueille la natation et Greenwich Park est la scène des compétitions d'équitation, de course et de tir.

## Épreuves
Il y a 2 épreuves au programme :
- individuel hommes (36 athlètes)
- individuel femmes (36 athlètes)

Les concurrents doivent disputer dans la même journée ces épreuves : l'escrime (affrontement à l'épée par touche unique), la natation (200 mètres nage libre) et l'équitation (saut d'obstacles). Les résultats sont convertis en secondes et déterminent l'ordre de départ de l'épreuve finale : un cross-country de 3 km ponctué de 3 séances de tir au pistolet à 10 mètres de distance, le concurrent doit toucher 5 fois la cible à chaque série pour continuer la course. Le classement final se base sur le score obtenu aux différentes épreuves.
Ce sont les premiers olympiades où la règle de l'épreuve combinée est appliquée. Auparavant, le tir était sous forme de tir au pistolet à 10 mètres dans une épreuve distincte et la course à pied était de 3 km sur piste athlétique.

## Critères de qualification
Les athlètes obtiennent leur qualification pour les jeux olympiques par lors de compétitions sur les années 2011 et 2012, chacune de ces compétitions donnant droit à un certain nombre de qualifiés.
| Compétition                      | Date                           | Lieu        | Nombre | Athlètes qualifiés | Athlètes qualifiées |
| -------------------------------- | ------------------------------ | ----------- | ------ | --- | --- |
| Coupe du monde UIPM              | du 8 au 10 juillet 2011        | Londres     | 1      | Robert Kasza | Lena Schöneborn |
| Championnats d'Asie/Océanie 2011 | du 19 au 22 mai 2011           | Chengdu     | 5      | Hong Jin-woo Cao Zhongrong Jung Jin-hwa Shinichi Tomii Wang Guan | Chen Qian Miao Yihua Yang Soo-jin Shino Yamanaka Wu Yanyan |
| Championnats d'Asie/Océanie 2011 | du 19 au 22 mai 2011           | Chengdu     | 1      | Edward Fernon | Chloe Esposito |
| Championnats d'Afrique 2011      | du 22 au 24 juillet 2011       | Le Caire    | 1      | Yasser Hefny | Aya Medany |
| Championnats d'Europe            | du 28 juillet au 1er août 2011 | Medway      | 8      | Andrey Moiseev Serguei Karyakin Dmytro Kirpulyanskyy James Cooke Federico Giancamilli Steffen Gebhardt Pierpaolo Petroni Ilia Frolov                                                 | Adrienn Tóth Victoria Tereshuk Amélie Cazé Laura Asadauskaitė Jeļena Rubļevska Sarolta Kovács Freyja Prentice Ekaterina Khuraskina                                                                            |
| Championnats du monde 2011       | du 8 au 14 septembre 2011      | Moscou      | 2      | Ádám Marosi Aleksander Lesun | |
| Jeux panaméricains               | les 15 et 16 octobre 2011      | Guadalajara | 4      | Oscar Soto Andrei Gheorghe Esteban Bustos Dennis Bowsher | Margaux Isaksen Tamara Vega Melanie McCann Yane Marques |
| Championnats du monde 2012       | du 7 au 13 mai 2012            | Rome        | 3      | Stefan Kollner Nicola Benedetti Riccardo De Luca | Mhairi Spence Samantha Murray Anastasia Prokopenko |
| Classement mondial individuel    | au 1er juin 2012               | -           | 13     | Nicholas Woodbridge Woojin Hwang Pavlo Tymoshchenko Bence Demeter Samuel Weale Justinas Kinderis Thomas Daniel Pavel Iliashenko Stanislau Zhurauliou David Svoboda Christopher Patte | Élodie Clouvel Heather Fell Annika Schleu Eva Trautmann Sylvia Gawlikowska Leila Gyenesei Evdokia Gretchichnikova Natalie Dianová Yuliya Kolegova Sabrina Crognale Janine Kohlmann Donata Rimsaite Katy Burke |
| Invitations                      | -                              | -           | 2      | | |
| Places réallouées                | -                              | -           | 9      | Dmitry Melyakh Ondřej Polívka Amro El Geziry Rustim Sabirhouzine Deniss Čerkovskis Łukasz Klekot Szymon Staśkiewicz                                                                  | Hanna Vasilionak Donna Vakalis Natalya Coyle Claudia Cesarini Narumi Kurosu Gintarė Venckauskaitė Katarzyna Wójcik Iryna Khokhlova Suzanne Stettinius                                                         |
| Total                            |                                |             | 36     | | |

## Résultats

### Podiums
| Épreuves                                  | Or                 | Argent          | Bronze       |
| ----------------------------------------- | ------------------ | --------------- | ------------ |
| Compétition masculine résultats détaillés | David Svoboda      | Cao Zhongrong   | Ádám Marosi  |
| Compétition féminine résultats détaillés  | Laura Asadauskaitė | Samantha Murray | Yane Marques |

### Tableau des médailles
| Rang  | Nation             | Or | Argent | Bronze | Total |
| ----- | ------------------ | -- | ------ | ------ | ----- |
| 1     | Lituanie           | 1  | -      | -      | 1     |
| 1     | République tchèque | 1  | -      | -      | 1     |
| 2     | Chine              | -  | 1      | -      | 1     |
| 2     | Grande-Bretagne    | -  | 1      | -      | 1     |
| 3     | Brésil             | -  | -      | 1      | 1     |
| 3     | Hongrie            | -  | -      | 1      | 1     |
| Total | Total              | 2  | 2      | 2      | 6     |